# Figlie di papà
Figlie di papà è una sitcom russa lanciata il 3 settembre 2007 dal canale STS. Include una serie di 410 episodi (20 stagioni).

## Interpreti e personaggi
- Miroslava Karpovich: Mary, la figlia maggiore
- Anastasia Sivaeva: Dasha, la seconda figlia
- Darya Melnikova: Eugene, la terza figlia
- Elizabeth Arzamasova: Galina, la quarta figlia
- Catherine Starshova: Pauline, quinta figlia
- Andrei Leonov: Sergey Vasnetsov, papà
- Nonna Grishaev: Ludmila Vasnetsov, mamma
- Olga Volkova: Antonina, nonna
- Alexander Samoilenko: Andrey Antonov, stomatologo
- Tatyana Orlova: Tamara, segretario
- Mikhail Kazakov: Ilya Polezhaykin, boy da Galina (boy da Katie — 15 stagione)
- Philip Wan: Benjamin Vassiliev, marito di Dashi

## Trama
Il personaggio principale è un terapeuta della famiglia Sergey Vasnetsov, lasciato dalla moglie con cinque figlie:
- Mary — fashionista
- Dasha — goth
- Eugene — atleta, cara ragazza carina
- Galina — prodigio
- Pauline — poco maliziosa

Dopo un anno e mezzo Sergey Vasnetsov perdona il tradimento della moglie e andò a Krasnoyarsk.
Ci sono voluti poco più di un anno, e Vasnetsov arriva a Mosca per un matrimonio e Dasha Vanik. Presto, finalmente restare in famiglia.

## Dati tecnici
Cemki serie è già iniziata 13 luglio 2007. Creatori e arrangiatori title song "figlia di papà" sono fratelli Kristovskiy (gruppo «UmaTurman»).

## Premi e riconoscimenti
- TEFI 2008 – vincitore della nomination «Sitcom».
- TEFI 2008 – vincitore della nomination «Produttore della serie TV»[1].
- TEFI 2009 – vincitore della nomination «Sitcom».
- TEFI 2009 – vincitore della nomination «Sceneggiatore della serie televisiva»[2].